# 7月2日 (旧暦)
旧暦7月2日（きゅうれきしちがつふつか）は旧暦7月の2日目である。六曜は友引である。

## できごと
- 天平感宝元年（ユリウス暦749年8月19日） - 皇太子・阿倍内親王が即位し第46代・孝謙天皇に。孝謙天皇即位のため天平より天平勝宝に改元
- 延暦17年（ユリウス暦798年8月17日） - 坂上田村麻呂が平安京に清水寺を建立
- 文久3年（グレゴリオ暦1863年8月15日） - イギリス艦隊が鹿児島に砲撃し、薩英戦争が開戦

## 誕生日
- 宝暦4年（ユリウス暦1754年8月8日、グレゴリオ暦1754年8月19日） - 有栖川宮織仁親王、有栖川宮第6代当主（+ 1820年）
- 宝暦8年（ユリウス暦1758年7月25日、グレゴリオ暦1758年8月5日） - 後桃園天皇、118代天皇（+ 1779年）

## 忌日
- 保元元年（ユリウス暦1156年7月20日） - 鳥羽天皇、74代天皇（* 1103年）
- 暦応元年/延元3年（閏7月）（ユリウス暦1338年8月17日） - 新田義貞、武将（* 1301年）
- 承応元年（グレゴリオ暦1652年8月5日） - 三浦為春、紀州徳川家の家臣（* 1573年）
- 元文元年（グレゴリオ暦1736年8月8日） - 荷田春満、国学者、国学四大人の一人（* 1669年）
- 宝暦7年（グレゴリオ暦1757年8月16日） - 徳川宗直、第6代紀州藩主（* 1682年）

## できごと
- 丸山城の戦い